# Бабак (сасанидский офицер)
Бабак — сасанидский чиновник VI века, известный своей главной ролью в реформировании сасанидских вооружённых сил во время правления Хосрова I.

## Имя
Его имя фигурирует в записях аль-Табари как «Бабак, сын Лбирвуна (араб. البيروان‎)». Это арабское искаженое имя Теодором Нёльдеке восстанавливает как Бераван, а  Ахмадом Тафаццоли как Бехруваном (بهروان). Мохаммед Таги малек-ош-шоара Бехар объясняет имя как «Бабек, сын Биру (перс. بیرو‎)», что может быть альтернативной формой Виру (ویرو) — персидское мужское имя, которое упоминается в Вис о Рамин. Последнее -ан было суффиксом, означающим «сын». Бабак — арабская и новоперсидская форма среднеперсидского пабаг.

## Карьера
Аль-Табари описывает Бабака как «человека благородного происхождения, известного своими великодушными качествами и способностями». Он упоминается как секретарь, но, согласно Шахнаме, Бабак был священником (мобед). В целях реформирования военных и создания постоянной армии, шах Хосров I поставил Бабака ответственным за Департамент воинов (пехл. Диван и Гунд). Был составлен «список» единиц техники для конницы саваран.
Существует отчёт у аль-Табари «Тарих аль-Табари» и Фирдоуси «Шахнаме», описывающий военный парад во всеоружии конницы саваран перед Бабаком, чтобы представить их для осмотра после военных реформ. Когда они предстали перед Бабаком, он отослал их, требуя, чтобы «все», включая хорошо вооружённого шаха Хосрова I, присутствовали на следующий день. В противном случае шах не получит свою годовую зарплату, которая была основана на 4000 дирхамов, полученных офицером кавалерии, плюс один дополнительный дирхам. Хосров I согласился и принял участие, полностью вооружённый, в параде на следующий день; эта история показала, что все, включая шаха, подчинялись закону.